# 수변림

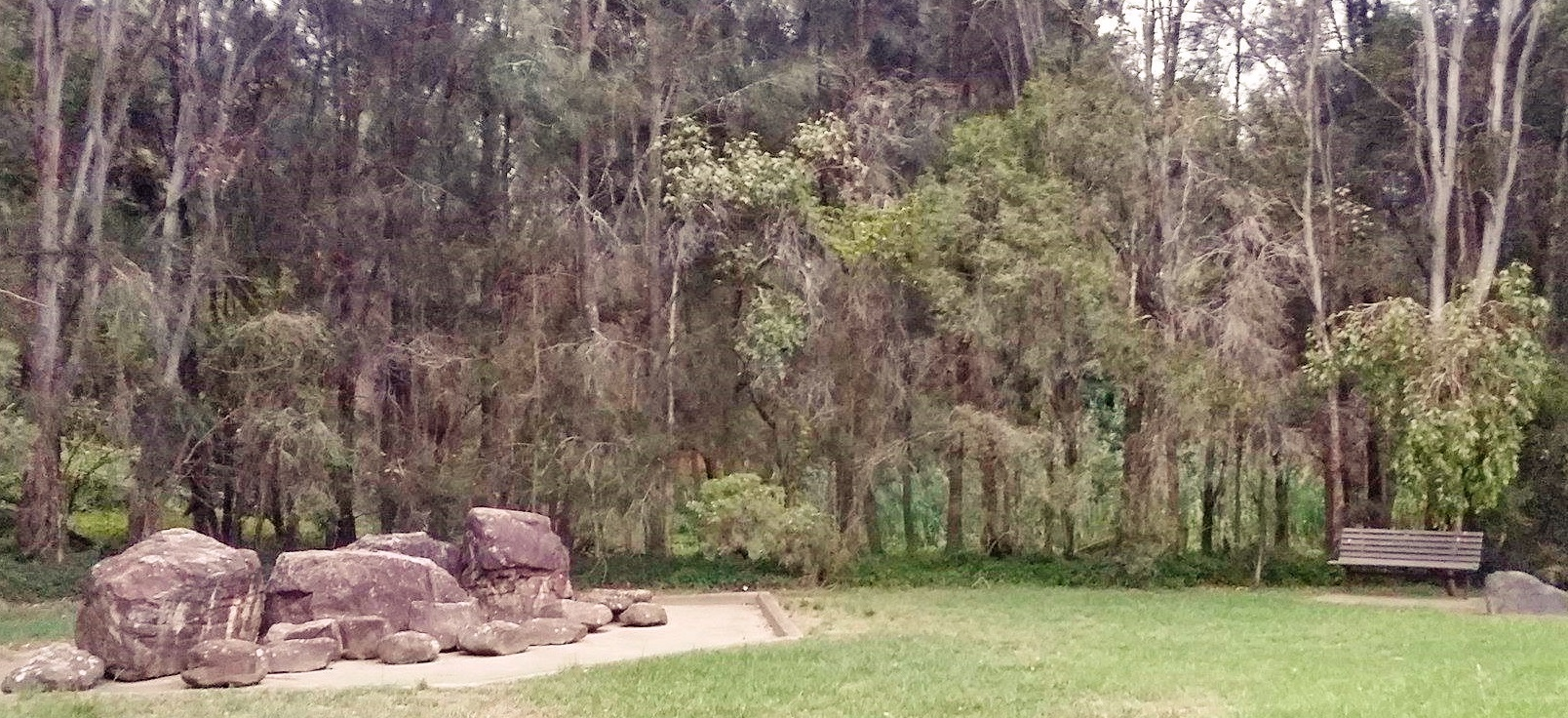
웨스턴 시드니의 쉬오크 수변림

수변림(水邊林, riparian forest)은 강·하천·못·호수·습지·어귀·운하·내륙유역·저수지 등의 수역에 인접해 있는 삼림지대이다. 광의적인 특성으로 인해 수변림은 토양 구성, 미기후 및 식생 구조를 포함하되 이에 국한되지 않는 엄청난 다양성을 가지고 있다. 그러나 다양한 범위와 경관 중에서 한 가지 요인이 일정하게 유지되는데, 이는 바로 높은 일차생산량이다. 이것은 수변림을 영양분 재활용의 매우 중요한 중심지로 만든다.

## 어원

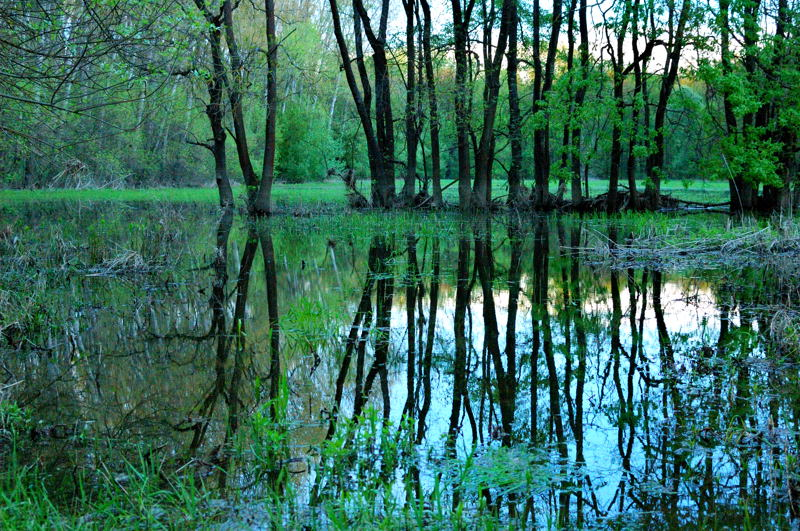
슬로바키아의 자호리에 경관보호구역에 있는 수변림

수변이라는 용어는 라틴어 리파(Ripa)인 '강둑'에서 유래되었다. 기술적으로 이 용어는 강, 하천, 늪 및 어귀와 같은 흐르는 수역에 인접한 지역만을 지칭한다. 그러나 수변림 및 하안지대라는 용어는 못, 호수, 플라야 및 저수지와 같은 흐르지 않는 수역에 인접한 지역을 포함하게 되었다.

## 특징

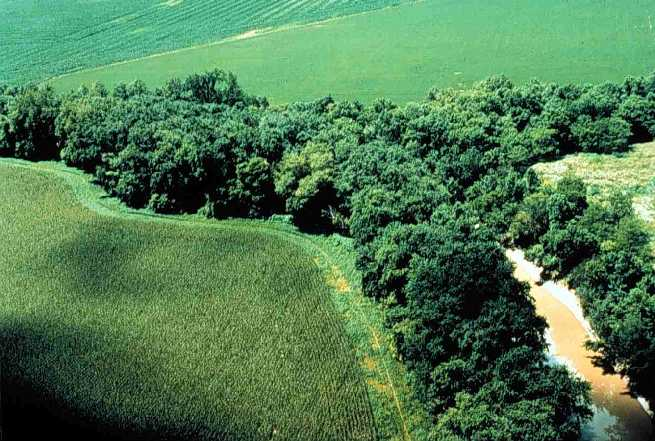
이리호의 지류를 따라 있는 수변림 지역

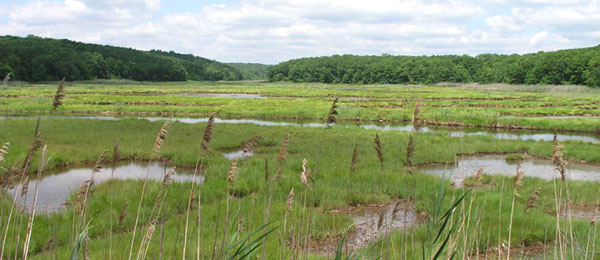
대서양 해안 염습지

수변림은 빈번한 홍수에 노출된다. 수변림은 퇴적물을 제어하고, 홍수의 피해를 줄이며, 하천 둑을 안정화하는 데 도움이 된다.
하안지대는 고지대의 육상 환경과 수생 환경 사이의 전환 지대이다. 이 지대에서 발견되는 생물들은 주기적인 홍수에 적응해 있다. 많은 생물들이 홍수를 견딜 뿐만 아니라 건강을 유지시키고 생활사를 완성하는 데 홍수를 필요로 한다.
무척추동물 군집은 독특한 특성 때문에 수변림에 의존한다. 홍수와 가뭄의 연이은 과정은 영양분이 쌓인 충적토와 높은 생산성으로 발생한 잎 잔사 등의 중요 먹이 공급으로 인해 곤충 군집이 번성할 수 있도록 한다. 수변림의 이러한 측면은 전 세계에 퍼져 있는 곤충 등의 무척추동물의 생활사에 매우 중요하다. 북아메리카 북서부에서 발견되는 Lepidostoma unicolor (날도래의 일종)와 같은 분해자는 먹이 공급을 위해 이러한 외부영양 보조원에 의존한다. 많은 분해자들이 애벌레 단계를 수변림을 따라 있는 하천이나 호수에서 보낸다.

## 위협원의 종류
- 좋은 토질 때문에 농업용으로 개간되는 것
- 과거부터 증기선, 증기 기관차 등의 목재 연료로 사용된 나무[4]
- 도시 개발 (주택, 도로, 쇼핑몰 등)
- 방목
- 광업
- 댐과 제방 등의 분쇄된 수문학 성과(홍수의 양이나 빈도를 줄이는 역할을 한다.)
- 침입종

## 같이 보기
- 보스케숲
- 회랑림
- 하안지대
- 투가이숲